# Radio Totaal
Radio Totaal was een Nederlandse piratenzender uit Nijmegen.
In het begin van de jaren 80 van de twintigste eeuw waren er drie grote commerciële radiopiraten in Nijmegen: Radio Keizerstad op 95,5 MHz, Radio Delta op 90 MHz en Radio Totaal op 97,7 MHz.
Deze radiostations, afhankelijk van de sterkte van de zenders en de hoogte van de zendmasten, waren ver buiten Nijmegen te ontvangen, in Gelderland, Noord-Brabant en Limburg.

## Ontstaan van Radio Totaal
Net als vele andere piratenzenders uit die tijd is Radio Totaal ontstaan vanuit een hobby en inspiratie door anderen. Radio Totaal werd in 1982 opgezet door Peter van Alphen en Erik van Vliet, toen 18 en 21 jaar. Deze buurtgenoten hadden een gezamenlijke hobby, voortvloeiend uit de technische opleiding die ze volgden: Het bouwen van een kleine radiozender (elektronenbuiszenders) om hiermee te dx-en. Zij maakten via de FM-band, in het gebied tussen de 100 MHz en 104 MHz, radiocontact met elkaar. Geïnspireerd door een bezoek aan Belgische commerciële (gedoogde) radiostations als Radio Seven (met de bekende dj Dick Van Gelder), Radio Express en Radio Maeva besloten Peter van Alphen en Erik van Vliet om zelf vanaf september 1982 dagelijks avonduitzendingen te gaan verzorgen vanaf de zolderkamer van Erik van Vliet. Later dat jaar voegden zich een aantal andere dx-ers zich bij hen, waaronder Ted de Vries, Mark Stevens en Mark Versteghen. Door uitbreiding van uitzenduren ontstond al snel behoefte aan meer medewerkers en ontstond een radiostation met een groep van circa 40 vrijwilligers.

## Uitzendingen
Radio Totaal was dagelijks te beluisteren tussen 07.00 uur tot 24.00 uur. In eerste instantie werden de programma's op tape opgenomen in een aparte opnamestudio en vanaf een andere plaats, meestal vanaf een flatgebouw in Nijmegen, uitgezonden. De taperecorder en de radiozender werden geplaatst in de liftservice-ruimte die op het dak van de flat was gesitueerd en de antennemast werd aan de buitenkant van deze ruimte gemonteerd. Vanaf januari 1984 werden de programma's live uitgezonden, direct vanaf de uitzendlocatie waar zich ook de radiozender bevond. Hierbij was het noodzakelijk dat een flatwoning in het betreffende flatgebouw gehuurd of gebruikt kon worden zodat deze kon dienen als studio- en verblijfsruimte voor de medewerkers. Via een lange geluidskabel, die of via de regenpijp aan de buitenkant van het flatgebouw of via het centrale afzuigsysteem naar de liftservice-ruimte liep, werd de live studio aangesloten op de radiozender. Ter bescherming van de medewerkers en de geluidsapparatuur was het van belang dat bij een inval van de radiocontroledienst of politie juist deze geluidskabelverbinding ongedaan werd gemaakt om zo de juridisch belangrijke link tussen de radiozender en de studio te laten verdwijnen en dus hierdoor de juridische grondslag om de geluidsapparatuur in beslag te nemen zou ontbreken.
Op deze live-locaties werd vervolgens een telefoonlijn aangevraagd bij de toenmalige PTT waardoor in bepaalde programma's contact met de luisteraars mogelijk was in de live-uitzending. Een groot aantal dj's en medewerkers is na het einde van Radio Totaal nog actief geweest bij Radio Keizerstad (dat ook in 1985 stopte maar in 1986 een herstart maakte), Radio Contact, Omroep Gelderland en verscheidene legale lokale omroepen, waaronder Radio Exclusief in Beuningen en Radio 916 in Rijnwoude dat opgegaan is in Fresh FM.

## Format
De formule van het station bestond uit het draaien van muziek en het geven van informatie in radio-uitzendingen. Alle dj's werden vrijgelaten in hun keuze van muziek wat een divers muziekaanbod tot gevolg had: pop, disco, symfonische rockmuziek, hardrock middels de Beton top 10, funk en gospel.

Wekelijks werd een nieuw uitgebrachte single gekozen tot de Totaal FM-Kraker. Deze plaat werd in ieder regulier muziekuur gedraaid. Uitzonderingen waren de Beton top 10, de Gospeluren en de wekelijkse live-opnames uit discotheek Club Blouche in Nijmegen.
Daarnaast werden regelmatig Nederlandse artiesten voor de zender geïnterviewd.
Voor de herkenbaarheid van het radiostation werd gebruikgemaakt van een jinglepakket.Jinglemixⓘ

## Eigen hitlijst Flitsende 40
Radio Totaal bracht een eigen gedrukt exemplaar uit van de hitlijst: Gelderlands Flitsende 40. Deze gedrukte lijst werd wekelijks bij alle muziek- en platenhandels in de regio Nijmegen en Arnhem bezorgd. De samenstelling van de hitlijst Flitsende 40 werd gedaan aan de hand van de verkoopresultaten. De Flitsende 40 werd iedere zaterdagmiddag uitgezonden en gepresenteerd door wisselende presentatoren.

## Techniek
Om de uitzendingen mogelijk te maken werd gebruikgemaakt van een zelfgemaakte of gekochte radiozender en een antennemast met hierop 2 gemonteerde antennes van het type dipoolantenne. Deze antennes werden verticaal gemonteerd op de antennemast.

## Einde van het radiostation
Radio Totaal is net als de andere radiostations in Gelderland vele malen door de Radiocontroledienst en politie uit de lucht gehaald. Op 30 juni 1985 besloten de medewerkers van Radio Totaal om, net als die van Delta Radio en later dat jaar Radio Keizerstad, te stoppen met de uitzendingen vanwege angst voor mogelijke persoonlijke gevolgen naar aanleiding van de onderzoeken en plannen van de belastingdienst en justitie die bij de invallen op 1 mei 1985 aanwezig bleken te zijn.

## Documentaire
Op 18 februari 2016 verscheen een documentaire over deze piratenzender op N1.